# Cosmosoma hypocheilus
Cosmosoma hypocheilus là một loài bướm đêm thuộc phân họ Arctiinae, họ Erebidae.